# Deirdre Ryan

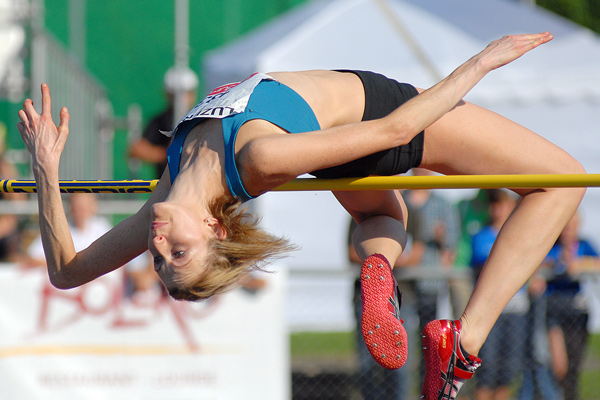
Deirdre Ryan an "Spitzen Leichtathletik Luzern", 2012, Luzern, Schweiz

Deirdre Ryan (* 1. Juni 1982) ist eine irische Hochspringerin.
Sie wurde 13. bei den Europameisterschaften 2006. Ryan nahm auch an den Juniorenweltmeisterschaften 1999, den Halleneuropameisterschaften 2002, den Halleneuropameisterschaften 2007, den Halleneuropameisterschaften 2009 und den Hallenweltmeisterschaften 2010 teil; dort erreichte sie das Finale jedoch nicht. Bei den Europameisterschaften 2010 erreichte Ryan mit 1,90 m den neunten Platz.
Ihr bester Sprung von 1,93 m wurde im Januar 2009 (indoor) in Leverkusen gemessen.